# 過酸化物

過酸化水素、H_{2}O_{2}は、過酸化物である。

過酸化物（かさんかぶつ、英: peroxide）は、有機化合物では官能基としてペルオキシド構造 (-O-O-) または過カルボン酸構造(-C(=O)-O-O-)を有する化合物を指し、無機化合物では過酸化物イオン (O22−) を含む化合物を指す。

## 有機化学
有機化学における過酸化物はペルオキシド構造 (-O-O-) を含む分子のことを指す。片方の酸素原子に水素原子が結合しているとき、それはヒドロペルオキシド (R-O-O-H) と呼ばれる。HOO· ラジカルはヒドロペルオキシルラジカルとして知られる。有機過酸化物はフリーラジカル (RO·) に分解しやすい傾向にある。この性質はポリエステル樹脂合成などの重合開始剤として利用されており、メチルエチルケトンペルオキシドが主にこの用途に使われる。

## 無機化学
無機化学における過酸化物は、過酸化物イオン (O22−) を含む化合物を指し、これは強塩基性のイオン化合物である。純粋な過酸化物（過酸化物イオンと陽イオンのみを含む）は通常、アルカリ金属またはアルカリ土類金属を空気中または酸素中で燃焼させることによって生成する。
過酸化物イオンは酸素分子より2個多くの電子を持つ。分子軌道理論によればこの2個の電子は完全な2個のπ*反結合性軌道をとる。このため、過酸化物イオンの酸素原子同士の結合長は過酸化リチウムでは130 pm、過酸化バリウムでは 147 pm と長くなっている。さらに、過酸化物イオンは反磁性である。
アルカリ金属とカルシウム、ストロンチウム、バリウムの過酸化物はイオン性であるが、マグネシウムのような陽性金属とランタノイドおよびウランの過酸化物はイオン性と共有結合性の中間の性質を持つ。また、亜鉛、カドミウム、および水銀の過酸化物はほとんど共有結合性である。
過酸化物は強力な酸化剤であり、通常は極めて不安定である。イオン性過酸化物は水や希酸によって過酸化水素に分解する。有機化合物は常温で酸化されて炭酸塩となる。